# NGC 6438
NGC 6438 est une galaxie lenticulaire située dans la constellation de l'Octant. Sa vitesse par rapport au fond diffus cosmologique est de 2 473 ± 21 km/s, ce qui correspond à une distance de Hubble de 36,5 ± 2,6 Mpc (∼119 millions d'al). NGC 6438 a été découverte par l'astronome britannique John Herschel en 1835.
À ce jour, une mesure non basée sur le décalage vers le rouge (redshift) donne une distance d'environ 29,800 Mpc (∼97,2 millions d'al). Cette valeur est à l'extérieur mais compatible avec les valeurs de la distance de Hubble.

## Groupe de NGC 6438

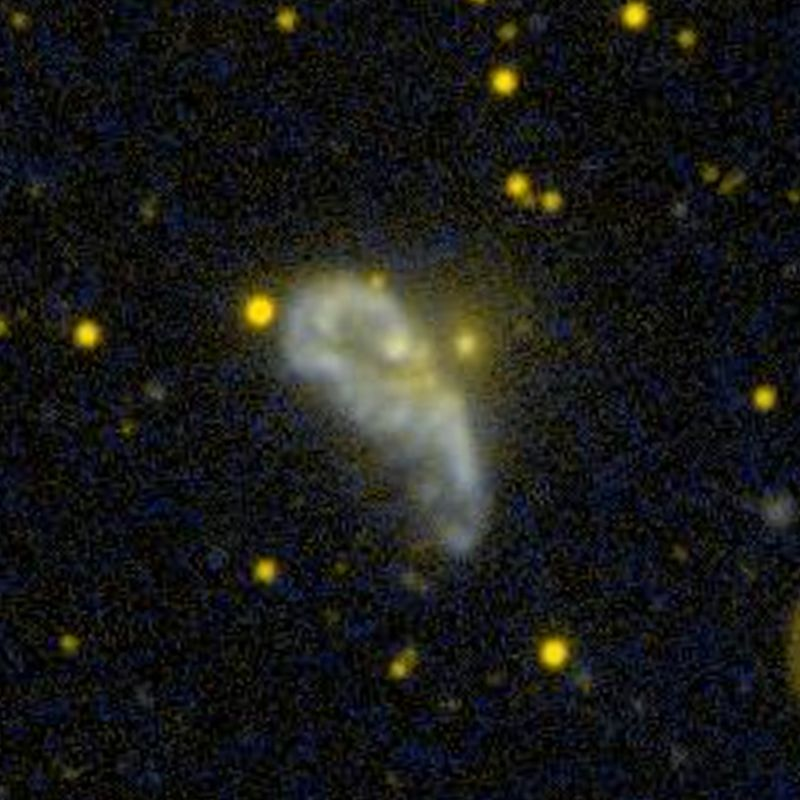
La galaxie NGC 6438 vue par GALEX

NGC 6438 fait partie d'un trio de galaxies, le groupe de NGC 6438A. L'autre galaxie du trion est ESO 9-10.
Les distances des galaxies NGC 6438 et NGC 6438A sont à peu près les mêmes et elles semblent être en contact. Cette paire est sûrement en interaction gravitationnelle et peut-être en train de fusionner. Comme les magnitudes de ces deux galaxies sont presque les mêmes (11,7 et 11,6), il serait étonnant qu'Herschel ait observé une seule d'entre elles. Il a probablement vu les deux noyaux brillants de cette paire comme une seule galaxie. La partie bleue plus pâle que l'on voit sur l'image du relevé DSS est peut-être une troisième galaxie.